# Click (série)
Click é uma série de live-action brasileira escrita por Mauricio Guilherme e dirigida por Fausto Noro. A atração foi exibida pelo canal de televisão por assinatura Gloob desde 29 de outubro de 2012 nas segundas-feiras às 18h45, com reprises de segunda a sexta-feira às 12h30, e sábados às 14h30. Em Portugal, foi exibida pelo canal de sinal aberto SIC desde meados de maio de 2017 no espaço Manhãs de Animação.

## Sinopse
A série conta sobre à vida de Daniel, um jovem que mora em um apartamento cheio de materiais artísticos, quadros e esculturas. Daniel tem várias ideias curiosas, é apaixonado pela misteriosa Moça-do-Fusca-Cor-de-Rosa, e vive sendo perturbado por Walter, o sindico do prédio onde Daniel mora e que não gosta de barulho.  O edifício tem outros moradores inusitados como Zé Tom, um músico que mora no andar de cima e faz músicas super interessantes, temos Fabian, um mágico internacional que tem um coelho chamado Fernando, e dona Feitosa, uma velhinha simpática que adora cozinhar, e sempre que pode, leva um quitute gostoso para Daniel e tem sempre um bom conselho na ponta da língua. Também temos Xerlocão, um cachorro investigador que carrega uma câmera em sua coleira e sempre traz algo interessante para mostrar quando visita Daniel, e Matilde, a esposa mal-humorada de Walter.

## Curiosidades
O programa surgiu do projeto de Daniel Warren, o "Click Oficinas" onde ensina às crinças a manusear materiais e criar seus próprios brinquedos, ele já ministra esse projeto há algum tempo em shoppings e eventos. O objetivo é ensinar ao público infantil a fazer itens com materiais baratos e simples, que podem ser encontrados dentro de casa, como caixas, retalhos de papel, copinhos e latinhas. Agora, ele leva este projeto para a TV.

## Elenco
Todos os personagens da série são interpretados por Daniel Warren.